# 訃報 1986年1月
訃報 1986年1月（ふほう 1986ねん1がつ）では、1986年（昭和61年）1月中に物故した、又は物故が報じられた人物についてまとめる。

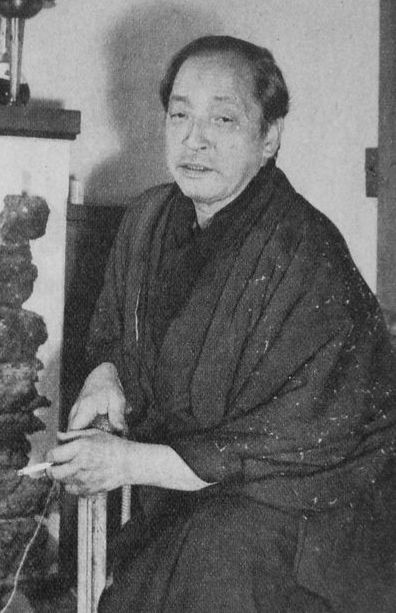
梅原龍三郎 / 1月16日没

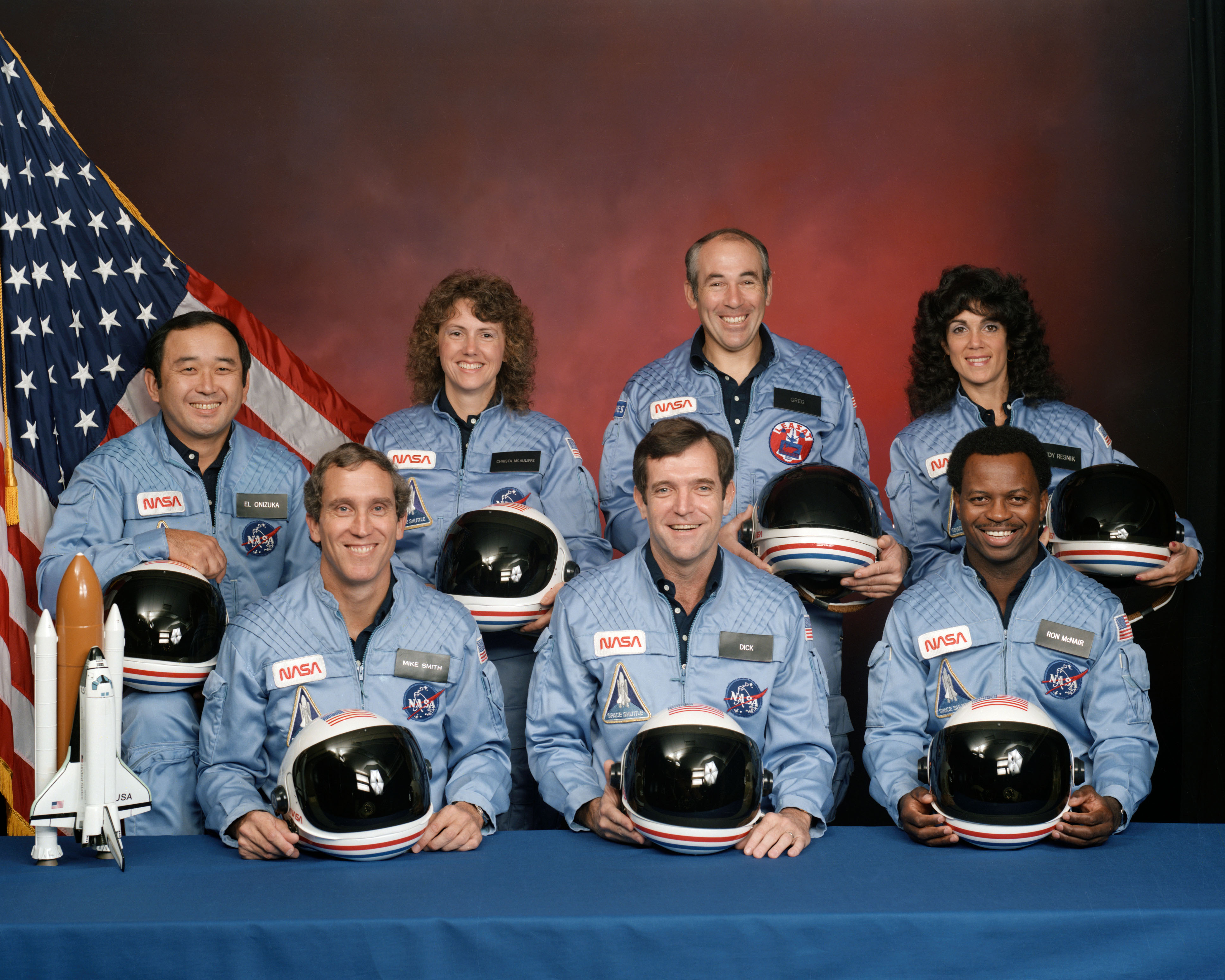
チャレンジャー号乗組員 / 1月28日没

## （1日 - 15日）
- 1月1日 - 吉村寿雄[要出典]、富士ゼロックス相談役（* 1906年）
- 1月3日 - ヤン・ズムバッハ、ポーランド空軍エース・パイロット（* 1915年）
- 1月4日 - フィル・ライノット、ロック・シンガー（* 1949年）
- 1月7日 - P・D・イーストマン、台本作家、児童文学作家（* 1909年）
- 1月7日 - フアン・ルルフォ、小説家（* 1917年）
- 1月8日 - ピエール・フルニエ、チェリスト（* 1906年）
- 1月9日 - 新田恭一、元大阪近鉄バファローズコーチ（* 1898年）
- 1月10日 - 長津義司、作曲家（* 1904年）
- 1月11日 - 上村一夫、漫画家（* 1940年）

## （16日 - 31日）
- 1月16日 - 梅原龍三郎、画家（* 1888年）
- 1月18日 - 石母田正、日本史学者（* 1912年）
- 1月18日 - 大樋長左衛門（9代目）、陶芸家（* 1901年）
- 1月18日 - 菊川孝夫、元・日本社会党の参議院議員（* 1909年）
- 1月20日 - 木村恵吾、映画監督（* 1903年）
- 1月21日 - 吉江英四郎、元プロ野球選手（* 1922年）
- 1月21日  - 土方巽、舞踏創始者（* 1928年）
- 1月23日 - ヨーゼフ・ボイス、現代美術家・教育者・社会活動家（* 1921年）
- 1月27日 - 近藤紘一、ジャーナリスト（* 1940年）
- 1月28日（チャレンジャー号爆発事故による犠牲者）
  - ディック・スコビー、宇宙飛行士（* 1939年）
  - グレゴリー・ジャービス、エンジニア、宇宙飛行士、アメリカ空軍軍人（* 1944年）
  - マイケル・J・スミス、宇宙飛行士（* 1945年）
  - エリソン・オニヅカ、宇宙飛行士（* 1946年）
  - クリスタ・マコーリフ、教師（* 1948年）
  - ジュディス・レズニック、技術者、宇宙飛行士（* 1949年）
  - ロナルド・マクネイア、物理学者、宇宙飛行士（* 1950年）
- 1月29日 - 嵐雛助 (10代目)、歌舞伎役者（* 1913年）
- 1月31日 - 宮田東峰、ハーモニカ奏者（* 1898年）